# Retzstadt
Retzstadt – miejscowość i gmina w Niemczech, w kraju związkowym Bawaria, w rejencji Dolna Frankonia, w regionie Würzburg, w powiecie Main-Spessart, wchodzi w skład wspólnoty administracyjnej Zellingen. Leży około 9 km na południowy wschód od Karlstadt.

## Zabytki i atrakcje
- Kościół parafialny wybudowany przez Balthasara Neumanna
- Kościół pielgrzymkowy Maria im Grünen Tal

## Oświata
(na 1999)

W gminie znajduje się 50 miejsc przedszkolnych (z 51 dziećmi) oraz szkoła podstawowa (4 nauczycieli, 102 uczniów).